# Home Park (Windsor)

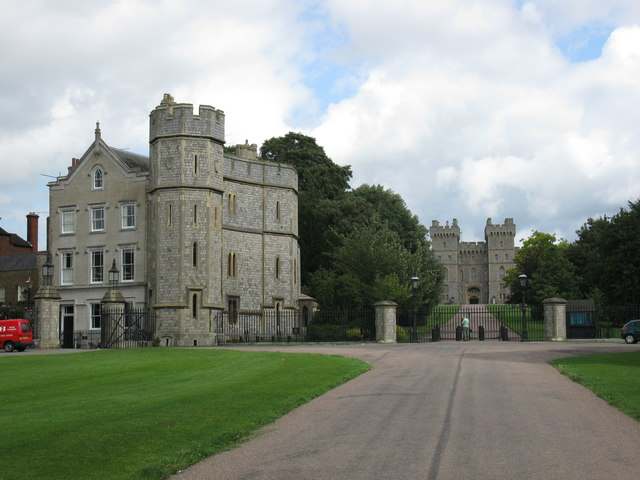
Entrada al Home Park

The Home Park, anteriormente conocido como Little Park (y originalmente Lydecroft Park), es una propiedad privada 655 acres (265,1 ha) del Parque Real, administrado por el Crown State. Se encuentra en el lado este del Castillo de Windsor en la ciudad y antigua parroquia civil de Windsor en el condado inglés de Berkshire. Al sur está Windsor Great Park.
Home Park figura como Grado I en el Registro de Parques y Jardines Históricos de la Inglaterra Histórica.

## Características
El Home Park está separado del Gran Parque principal de Windsor por la gran calle de Albert Road (A308) hasta Old Windsor. Es propiedad privada del castillo y, además de hermosos parques, jardines y avenidas de hermosos árboles, contiene muchas tierras de cultivo (pastoreo de ganado y forraje de invierno), un campo de golf, una bolera (para el Royal House Bowling Club), un campo de cricket (para el Royal House Cricket Club), canchas de tenis (Windsor Home Park Lawn Tennis Club), los campos de juego de la escuela de St. George, Adelaide Cottage (en el sitio del antiguo Keeper's Lodge) y Frogmore Estate, que incluye Frogmore House y jardines con Frogmore Cottage y un gran lago, el Mausoleo real y el Cementerio real. También se adjuntan Shaw Farm, la granja de la casa del antiguo príncipe consorte y la tienda de la granja de Windsor. La tumba de Dash, el perro de aguas favorito de la reina Victoria, se puede encontrar en los terrenos.

## Historia
Originalmente en la mansión de Orton y no en una posesión real, parte del área fue delimitada por primera vez (para la caza de ciervos) por el  rey Eduardo III en 1368 y la expansión continuó durante muchos siglos. Las áreas del Home Park se mencionan en Merry Wives of Windsor de Shakespeare y muestran que la carretera principal a Datchet lo atravesaba. El famoso Herne's Oak estaba cerca. Oliver Cromwell entrenó su New Model Army en el parque. Jorge III eliminó al ciervo en 1785.
Los límites modernos del parque fueron establecidos por la Ley de Mejoras de Windsor de 1846 y la Ley del Castillo de Windsor de 1848 cuando se cerró el camino a Datchet a través del parque y se negó el acceso público.
Frogmore House y los jardines solo están abiertos algunos días específicos en la primavera y el verano. El Royal Windsor Horse Show y el Windsor Rose Show también tienen lugar dentro del parque.